# Tennis op de Olympische Zomerspelen 2000 (vrouwendubbel)
Het vrouwendubbelspel van het tennis op de Olympische Zomerspelen 2000 in de Australische stad Sydney vond plaats van 21 tot en met 28 september 2000. Het evenement werd georganiseerd door de International Tennis Federation onder auspiciën van het Internationaal Olympisch Comité. Er werd gespeeld op de hardcourt-banen van het NSW Tennis Centre op het Olympisch Park van Sydney.
Omdat het de Olympische Spelen waren, werden de zilveren en gouden medaille uitgereikt in de gouden finale. De bronzen medaille werd uitgereikt na de bronzen finale: een duel tussen de twee verliezende halvefinalisten.
Titelhoudsters Gigi Fernández en Mary Joe Fernandez namen niet aan het toernooi deel.
De als eerste geplaatste Julie Halard-Decugis en Amélie Mauresmo uit Frankrijk bereikten de kwartfinale. Daarin werden zij uitgeschakeld door de latere winnaressen
De ongeplaatste Amerikaanse zussen Venus en Serena Williams wisten de gouden medaille in de wacht te slepen. Zij versloegen in de finale het eveneens ongeplaatste Nederlandse koppel Kristie Boogert en Miriam Oremans, dat het zilver mocht meenemen. De als vijfde geplaatste Belgische dames Els Callens en Dominique Van Roost gingen met de bronzen medaille naar huis.

## Eindklassement
| resultaat | team                                   | land             |
| --------- | -------------------------------------- | ---------------- |
| Goud      | Venus Williams Serena Williams         | Verenigde Staten |
| Zilver    | Kristie Boogert Miriam Oremans         | Nederland        |
| Brons     | Els Callens Dominique Van Roost        | België           |
| 4e plaats | Olga Barabansjikova Natallja Zverava   | Wit-Rusland      |
| 5e plaats | Julie Halard-Decugis Amélie Mauresmo   | Frankrijk        |
| 5e plaats | Milagros Sequera María Alejandra Vento | Venezuela        |
| 5e plaats | Benjamas Sangaram Tamarine Tanasugarn  | Thailand         |
| 5e plaats | Petra Mandula Katalin Marosi-Aracama   | Hongarije        |

## Geplaatste teams
| Nr. | Team                                      | Resultaat    | Uitgeschakeld door                    |    | Nr.                             | Team         | Resultaat                            | Uitgeschakeld door |
| --- | ----------------------------------------- | ------------ | ------------------------------------- | -- | ------------------------------- | ------------ | ------------------------------------ | ------------------ |
| 1.  | Julie Halard-Decugis Amélie Mauresmo      | kwartfinale  | Venus Williams Serena Williams        | 5. | Els Callens Dominique Van Roost | Brons        | Venus Williams Serena Williams       |                    |
| 2.  | Conchita Martínez Arantxa Sánchez Vicario | tweede ronde | Olga Barabansjikova Natallja Zverava  | 6. | Jelena Dokić Rennae Stubbs      | tweede ronde | Kristie Boogert Miriam Oremans       |                    |
| 3.  | Laura Montalvo Paola Suárez               | tweede ronde | Milagros Sequera María Vento          | 7. | Tina Križan Katarina Srebotnik  | eerste ronde | Jelena Lichovtseva Anastasia Myskina |                    |
| 4.  | Nana Miyagi Ai Sugiyama                   | tweede ronde | Benjamas Sangaram Tamarine Tanasugarn | 8. | Amanda Coetzer Liezel Horn      | eerste ronde | Petra Mandula Katalin Marosi-Aracama |                    |

## Toernooischema
| Legenda | Legenda                  |
| ------- | ------------------------ |
| Q       | Qualifier                |
| WC      | Deelname via wildcard    |
| LL      | Lucky Loser              |
| r       | Opgave / trok zich terug |
| w/o     | Walk-over                |
| Alt     | Alternate                |
| SE      | Special Exempt           |
| PR      | Protected Ranking        |
| d       | Diskwalificatie          |

### Gouden finale
| Gouden finale |                                |   |   |  |
|               |                                |   |   |  |
|               | Venus Williams Serena Williams | 6 | 6 |  |
|               | Kristie Boogert Miriam Oremans | 1 | 1 |  |

##### Bronzen finale
| Bronzen finale |                                      |   |   |   |
|                |                                      |   |   |   |
| 5              | Els Callens Dominique Van Roost      | 4 | 6 | 6 |
|                | Olga Barabansjikova Natallja Zverava | 6 | 4 | 1 |

### Bovenste helft
| Eerste ronde | Eerste ronde                            | Eerste ronde | Eerste ronde | Eerste ronde |  |  | Tweede ronde | Tweede ronde                         | Tweede ronde | Tweede ronde | Tweede ronde |  |  | Kwartfinale | Kwartfinale                          | Kwartfinale | Kwartfinale | Kwartfinale |  |  | Halve finale | Halve finale                    | Halve finale | Halve finale | Halve finale |
|              |                                         |              |              |              |  |  |              |                                      |              |              |              |  |  |             |                                      |             |             |             |  |  |              |                                 |              |              |              |
|              |                                         |              |              |              |  |  |              |                                      |              |              |              |  |  |             |                                      |             |             |             |  |  |              |                                 |              |              |              |
|              |                                         |              |              |              |  |  | 1            | Julie Halard-Decugis Amélie Mauresmo | 6            | 6            |              |  |  |             |                                      |             |             |             |  |  |              |                                 |              |              |              |
| WC           | Janet Lee Weng Tzu-ting                 | 3            | 64           |              |  |  |              | Olena Tatarkova Hanna Zaporozjanova  | 2            | 4            |              |  |  |             |                                      |             |             |             |  |  |              |                                 |              |              |              |
|              | Olena Tatarkova Hanna Zaporozjanova     | 6            | 7            |              |  |  |              |                                      |              |              |              |  |  | 1           | Julie Halard-Decugis Amélie Mauresmo | 3           | 2           |             |  |  |              |                                 |              |              |              |
|              | Sonya Jeyaseelan Vanessa Webb           | 3            | 1            |              |  |  |              |                                      |              |              |              |  |  |             | Venus Williams Serena Williams       | 6           | 6           |             |  |  |              |                                 |              |              |              |
|              | Venus Williams Serena Williams          | 6            | 6            |              |  |  |              | Venus Williams Serena Williams       | 4            | 6            | 6            |  |  |             |                                      |             |             |             |  |  |              |                                 |              |              |              |
|              | Jelena Lichovtseva Anastasia Myskina    | 7            | 6            |              |  |  |              | Jelena Lichovtseva Anastasia Myskina | 6            | 2            | 3            |  |  |             |                                      |             |             |             |  |  |              |                                 |              |              |              |
| 7/WC         | Tina Križan Katarina Srebotnik          | 64           | 3            |              |  |  |              |                                      |              |              |              |  |  |             |                                      |             |             |             |  |  |              | Venus Williams Serena Williams  | 6            | 6            |              |
| 3            | Laura Montalvo Paola Suárez             | 6            | 6            |              |  |  |              |                                      |              |              |              |  |  |             |                                      |             |             |             |  |  | 5            | Els Callens Dominique Van Roost | 4            | 1            |              |
|              | Silvia Farina-Elia Rita Grande          | 0            | 0            |              |  |  | 3            | Laura Montalvo Paola Suárez          | 4            | 1            |              |  |  |             |                                      |             |             |             |  |  |              |                                 |              |              |              |
|              | Emmanuelle Gagliardi Miroslava Vavrinec | 2            | 5            |              |  |  | WC           | Milagros Sequera María Vento         | 6            | 6            |              |  |  |             |                                      |             |             |             |  |  |              |                                 |              |              |              |
| WC           | Milagros Sequera María Vento            | 6            | 7            |              |  |  |              |                                      |              |              |              |  |  | WC          | Milagros Sequera María Vento         | 6           | 5           | 4           |  |  |              |                                 |              |              |              |
|              | Karina Habšudová Janette Husárová       | 7            | 62           | 6            |  |  |              |                                      |              |              |              |  |  | 5           | Els Callens Dominique Van Roost      | 4           | 7           | 6           |  |  |              |                                 |              |              |              |
| WC           | Cho Yoon-jeong Park Sung-hee            | 5            | 7            | 4            |  |  |              | Karina Habšudová Janette Husárová    | 3            | 2            |              |  |  |             |                                      |             |             |             |  |  |              |                                 |              |              |              |
| WC           | Iva Majoli Silvija Talaja               | 2            | 7            | 2            |  |  | 5            | Els Callens Dominique Van Roost      | 6            | 6            |              |  |  |             |                                      |             |             |             |  |  |              |                                 |              |              |              |
| 5            | Els Callens Dominique Van Roost         | 6            | 5            | 6            |  |  |              |                                      |              |              |              |  |  |             |                                      |             |             |             |  |  |              |                                 |              |              |              |